# Jernved (plaats)
Jernved is een plaats in de Deense regio Zuid-Denemarken, gemeente Esbjerg, en telt 355 inwoners (2007).